# Shelvin Mack
Shelvin Bernard Mack, Jr. (* 22. April 1990 in Lexington, Kentucky) ist ein US-amerikanischer Basketballspieler, der bei einer Körpergröße von 1,91 m auf der Positions des Point Guard spielt.

## Karriere
Seine College-Karriere bestritt er für die Mannschaft der Butler University von 2008 bis 2011. Dort spielte er unter Trainer Brad Stevens und war Teamkollege von Gordon Hayward, mit dem er 2010 das Finale der NCAA Division I Basketball Championship erreicht hatte. Bei der NBA-Draft 2011 wurde er in der zweiten Runde an 34. Stelle von den Washington Wizards ausgewählt und stand dort zwei Spielzeiten unter Vertrag. Während seiner Zeit in Washington bestritt er auch Spiele für das Farmteam der Wizards in der NBA Development League, die Maine Red Claws.
Nachdem er sich bei den Wizards und den Philadelphia 76ers nicht durchsetzen konnte, wurde Mack während der NBA-Saison 2012/2013 von den Atlanta Hawks unter Vertrag genommen. Bei den Hawks war er zunächst Ersatzmann für Jeff Teague und überzeugte in dieser Rolle. So erzielte er in der Saison 2013–14 7,5 Punkte und 3,7 Assists im Schnitt. Nachdem ihn Jungstar Dennis Schröder in der Saison 2015–16 verdrängt hatte, wurde Mack im Februar 2016 zu den Utah Jazz transferiert. In Utah traf er auf Hayward, mit dem er zuvor auf dem College zusammengespielt hatte und auf seinen vormaligen Trainer bei den Hawks, Quin Snyder. Bei den Jazz beförderte Snyder Mack sofort die Rolle des startenden Point Guard. Mack dankte es mit guten Leistungen und erzielte in den verbleibenden 28 Spielen 12,7 Punkte, 5,3 Assists und 3,8 Rebounds im Schnitt. Ebenso gelang ihm am 11. März 2016 mit 27 Punkten ein Karrierekord beim Sieg über die Washington Wizards.
Vor der Saison 16/17 unterschrieb Mack als Free Agent (Sport) einen Vertrag bei den Orlando Magic. Nach einem Jahr als Back-Up bei den Magic wurde er nach Ablauf der Saison erneut in die Free Agency entlassen und schloss sich kurz darauf den Memphis Grizzlies an.